# 大眼真巨口魚
大眼真巨口魚（学名：Eustomias macrophthalmus）为輻鰭魚綱巨口鱼目巨口鱼科的其中一種。分布於西大西洋區，包括加勒比海、墨西哥灣等海域，為深海魚類，棲息深度0-1800公尺，身體細長且為黑色，下頷約略等於上頷，吻部能夠伸展，觸鬚細長，末端具有球莖，眶前骨與眶下無發光器官，體長可達11.1公分。

## 扩展阅读
維基物種上的相關：大眼真巨口魚